# Джон Сомерс-Сміт
Джон Сомерс-Сміт (англ. John Somers-Smith, 15 грудня 1887 — 1 липня 1916) — британський академічний веслувальник.
Олімпійський чемпіон 1908 року в складі розпашної четвірки без стернового.